# Малдиви на Летњим олимпијским играма 2012.
Малдиви су на Летњим олимпијским играма у Лондону 2012. учествовали седми пут као самостална земља.
Споертисти Малдива су на Олимпијским играма 2012. у Лондону учествовали са 5 такмичара 3 мушкарца и 2 жене коју су се такмичили у 3 спорта.
Малдивски олимпијски тим је остао у групи земаља које нису освојиле ниједну медаљу. Поправљен је један национални и један лични рекорд.
Заставу Малдива на свечаном отварању Олимпијских игара носио је Мохамед Ајфан Рашид, такмичар у бадминтону, спорту у којем су Малдиви учествовали први пут.

## Учесници по дисциплинама
| Спорт      | Мушкарци | Жене | Укупно |
| ---------- | -------- | ---- | ------ |
| Атлетика   | 1        | 11   | 2      |
| Бадминтон  | 1        | 0    | 1      |
| Пливање    | 1        | 1    | 2      |
| Укупно (3) | 3        | 2    | 5      |

## Резултати по спортовима

### Атлетика
Мушкарци
| Атлетичар Лични рекорд | Дисциплина | Група        | Група      | Четвртфинале | Четвртфинале | Полуфинале       | Полуфинале       | Финале           | Финале  | Детаљи |
| Атлетичар Лични рекорд | Дисциплина | Резултат     | Место      | Резултат     | Место        | Резултат         | Место            | Резултат         | Место   | Детаљи |
| ---------------------- | ---------- | ------------ | ---------- | ------------ | ------------ | ---------------- | ---------------- | ---------------- | ------- | ------ |
| Азнем Ахмед 11,11 НР   | 100 м      | 10,79 НР, ЛР | 3 гр. 3 кв | 10,84        | 6 у гр. 6    | Није се пласирао | Није се пласирао | Није се пласирао | 52 / 75 | ,      |

Жене
| Атлетичарка Лични рекорд | Дисциплина | Група    | Група   | Четвртфинале     | Четвртфинале     | Полуфинале       | Полуфинале       | Финале           | Финале  | Детаљи |
| Атлетичарка Лични рекорд | Дисциплина | Резултат | Место   | Резултат         | Место            | Резултат         | Место            | Резултат         | Место   | Детаљи |
| ------------------------ | ---------- | -------- | ------- | ---------------- | ---------------- | ---------------- | ---------------- | ---------------- | ------- | ------ |
| Афа Исмаил 12,98         | 100 м      | 12,52 ЛР | 5 гр. 1 | Није се пласирао | Није се пласирао | Није се пласирао | Није се пласирао | Није се пласирао | 61 / 79 | ,      |

### Бадминтон
Мушкарци
| Такмичар            | Дисциплина       | Групни део                           | Групни део                            | Групни део | Осмина финала    | Четвртфин.       | Полуфин.         | Финале           | Финале           | Детаљи |
| Такмичар            | Дисциплина       | Против. Рез.                         | Против. Рез.                          | Пласман    | Против. Рез.     | Против. Рез.     | Против. Рез.     | Против. Рез.     | Пласман          | Детаљи |
| ------------------- | ---------------- | ------------------------------------ | ------------------------------------- | ---------- | ---------------- | ---------------- | ---------------- | ---------------- | ---------------- | ------ |
| Мохамед Ајфан Рашид | муш. појединачно | Цвиблер (GER) · Пор 0:2 (9:21, 6:21) | Завадски (UKR) · Пор 0:2 (8:21, 8:21) | 3 у гр. K  | Није се пласирао | Није се пласирао | Није се пласирао | Није се пласирао | Није се пласирао |        |

#### Група K
| Играч                        | ИГ | Д | И | ОС | ИС | ОП  | ИП | ПР  |
| ---------------------------- | -- | - | - | -- | -- | --- | -- | --- |
| Марк Цвиблер Немачка         | 2  | 2 | 0 | 4  | 1  | 101 | 62 | +39 |
| Дмитриј Завадски Украјина    | 2  | 1 | 1 | 3  | 2  | 89  | 75 | +14 |
| Мохамед Ајфан Рашид Аустрија | 2  | 0 | 2 | 0  | 4  | 31  | 84 | -53 |

### Пливање
Представници Малдива у пливању су за учешће на играма добили специјалне позивнице ФИНА.
Мушкарци
| Пливач      | Дисциплина     | Група | Група     | Полуфинале       | Полуфинале       | Финале           | Финале     | Детаљи |
| Пливач      | Дисциплина     | Време | Пласман   | Време            | Пласман          | Време            | Пласман    | Детаљи |
| ----------- | -------------- | ----- | --------- | ---------------- | ---------------- | ---------------- | ---------- | ------ |
| Ахмед Хусам | 100 м слободно | 57,53 | 2 у гр. 1 | Није се пласирао | Није се пласирао | Није се пласирао | 54/56 (60) |        |

Жене
| Пливачица    | Дисциплина    | Група | Група     | Полуфинале       | Полуфинале       | Финале           | Финале  | Детаљи |
| Пливачица    | Дисциплина    | Време | Пласман   | Време            | Пласман          | Време            | Пласман | Детаљи |
| ------------ | ------------- | ----- | --------- | ---------------- | ---------------- | ---------------- | ------- | ------ |
| Аминат Шаџан | 50 м слободно | 32,23 | 7 у гр. 3 | Није се пласирао | Није се пласирао | Није се пласирао | 64/74   |        |